# Hyssopus johannseni
Hyssopus johannseni är en stekelart som först beskrevs av Crawford 1912.  Hyssopus johannseni ingår i släktet Hyssopus och familjen finglanssteklar. Inga underarter finns listade i Catalogue of Life.